# 陽煥宜
陽 煥宜（ヤン・ファンイー、簡体字: 阳焕宜、英語: Yang Huanyi、1906年 - 2004年9月20日）は、中華人民共和国の女性。
女書の最後の後継者であった。

## 生涯と活動
1907年、江永県で上江圩鎮の陽家村で生まれた。14歳の時に興福村にて高銀仙や他の5人とともに3年間女書を学んだ。その後1991年に全国女書学術研究セミナーに参加し、また1995年には北京で開催された第4回世界女性会議に参加し、女書について示した。
2004年9月20日、98歳で死去した。死後、女書は関連する分野の研究者などによって受け継がれた。
その他、氏の女書を用いた作品は『老人陽煥宜の女書作品集（原文: 阳焕宜老人女书作品集）』として出版された。